# Scinax exiguus
Scinax exiguus là một loài ếch trong họ Nhái bén.
Nó được tìm thấy ở Venezuela, có thể Brasil, và có thể Guyana.
Các môi trường sống tự nhiên của chúng là các khu rừng ẩm ướt đất thấp nhiệt đới hoặc cận nhiệt đới, các khu rừng vùng núi ẩm nhiệt đới hoặc cận nhiệt đới, sông, đầm nước, và đầm nước ngọt có nước theo mùa.